# Lijst van civil parishes in Wiltshire
Onderstaande lijst bevat alle civil parishes in het Engelse ceremoniële graafschap Wiltshire onderverdeel per district.

## Swindon
1. Bishopstone
2. Blunsdon St Andrew
3. Castle Eaton
4. Chiseldon
5. Covingham
6. Hannington
7. Haydon Wick
8. Highworth
9. Inglesham
10. Liddington
11. South Marston
12. Stanton Fitzwarren
13. Stratton St Margaret
14. Wanborough
15. Wroughton

## Wiltshire
1. Aldbourne
2. Alderbury
3. All Cannings
4. Allington
5. Alton
6. Alvediston
7. Amesbury
8. Ansty
9. Ashton Keynes
10. Atworth
11. Avebury
12. Barford St. Martin
13. Baydon
14. Beechingstoke
15. Berwick Bassett
16. Berwick St. James
17. Berwick St. John
18. Berwick St. Leonard
19. Biddestone
20. Bishops Cannings
21. Bishopstone
22. Bishopstrow
23. Bower Chalke
24. Box
25. Boyton
26. Bradford-on-Avon
27. Bratton
28. Braydon
29. Bremhill
30. Brinkworth
31. Britford
32. Brixton Deverill
33. Broad Chalke
34. Broad Hinton
35. Broad Town
36. Brokenborough
37. Bromham
38. Broughton Gifford
39. Bulford
40. Bulkington
41. Burbage
42. Burcombe Without
43. Buttermere
44. Calne Without
45. Calne
46. Castle Combe
47. Chapmanslade
48. Charlton
49. Charlton
50. Cherhill
51. Cheverell Magna
52. Cheverell Parva
53. Chicklade
54. Chilmark
55. Chilton Foliat
56. Chippenham Without
57. Chippenham
58. Chirton
59. Chitterne
60. Cholderton
61. Christian Malford
62. Chute Forest
63. Chute
64. Clarendon Park
65. Clyffe Pypard
66. Codford
67. Colerne
68. Collingbourne Ducis
69. Collingbourne Kingston
70. Compton Bassett
71. Compton Chamberlayne
72. Coombe Bissett
73. Corsham
74. Corsley
75. Coulston
76. Cricklade
77. Crudwell
78. Dauntsey
79. Devizes
80. Dilton Marsh
81. Dinton
82. Donhead St. Andrew
83. Donhead St. Mary
84. Downton
85. Durnford
86. Durrington
87. East Kennett
88. East Knoyle
89. Easterton
90. Easton Grey
91. Easton
92. Ebbesborne Wake
93. Edington
94. Enford
95. Erlestoke
96. Etchilhampton
97. Everleigh
98. Figheldean
99. Firsdown
100. Fittleton
101. Fonthill Bishop
102. Fonthill Gifford
103. Fovant
104. Froxfield
105. Fyfield
106. Grafton
107. Great Bedwyn
108. Great Hinton
109. Great Somerford
110. Great Wishford
111. Grimstead
112. Grittleton
113. Ham
114. Hankerton
115. Heddington
116. Heytesbury
117. Heywood
118. Hilmarton
119. Hilperton
120. Hindon
121. Holt
122. Horningsham
123. Huish
124. Hullavington
125. Idmiston
126. Keevil
127. Kilmington
128. Kingston Deverill
129. Kington Langley
130. Kington St. Michael
131. Knook
132. Lacock
133. Landford
134. Lands common to the parishes of Broughton Gifford and Melksham Without
135. Langley Burrell Without
136. Latton
137. Laverstock
138. Lea and Cleverton
139. Leigh
140. Limpley Stoke
141. Little Bedwyn
142. Little Somerford
143. Longbridge Deverill
144. Luckington
145. Ludgershall
146. Lydiard Millicent
147. Lydiard Tregoze
148. Lyneham and Bradenstoke
149. Maiden Bradley with Yarnfield
150. Malmesbury
151. Manningford
152. Marden
153. Market Lavington
154. Marlborough
155. Marston Maisey
156. Marston
157. Melksham Without
158. Melksham
159. Mere
160. Mildenhall
161. Milston
162. Milton Lilbourne
163. Minety
164. Monkton Farleigh
165. Netheravon
166. Netherhampton
167. Nettleton
168. Newton Tony
169. North Bradley
170. North Newnton
171. North Wraxall
172. Norton Bavant
173. Norton
174. Oaksey
175. Odstock
176. Ogbourne St. Andrew
177. Ogbourne St. George
178. Orcheston
179. Patney
180. Pewsey
181. Pitton and Farley
182. Potterne
183. Poulshot
184. Preshute
185. Purton
186. Quidhampton
187. Ramsbury
188. Redlynch
189. Roundway
190. Rowde
191. Rushall
192. Savernake
193. Seagry
194. Sedgehill and Semley
195. Seend
196. Semington
197. Shalbourne
198. Sherrington
199. Sherston
200. Shrewton
201. Sopworth
202. South Newton
203. South Wraxall
204. Southwick
205. St. Paul Malmesbury Without
206. Stanton St. Bernard
207. Stanton St. Quintin
208. Stapleford
209. Staverton
210. Steeple Ashton
211. Steeple Langford
212. Stert
213. Stockton
214. Stourton with Gasper
215. Stratford Toney
216. Sutton Benger
217. Sutton Mandeville
218. Sutton Veny
219. Swallowcliffe
220. Teffont
221. Tidcombe and Fosbury
222. Tidworth
223. Tilshead
224. Tisbury
225. Tockenham
226. Tollard Royal
227. Trowbridge
228. Upavon
229. Upton Lovell
230. Upton Scudamore
231. Urchfont
232. Warminster
233. West Ashton
234. West Dean
235. West Knoyle
236. West Lavington
237. West Overton
238. West Tisbury
239. Westbury
240. Westwood
241. Whiteparish
242. Wilcot
243. Wilsford cum Lake
244. Wilsford
245. Wilton
246. Wingfield
247. Winsley
248. Winterbourne Bassett
249. Winterbourne Monkton
250. Winterbourne Stoke
251. Winterbourne
252. Winterslow
253. Woodborough
254. Woodford
255. Wootton Bassett
256. Wootton Rivers
257. Worton
258. Wylye
259. Yatton Keynell
260. Zeals

Aldbourne · 
Alderbury · 
All Cannings · 
Allington · 
Alton · 
Alvediston · 
Amesbury · 
Ansty · 
Ashton Keynes · 
Atworth · 
Avebury · 
Barford St. Martin · 
Baydon · 
Beechingstoke · 
Berwick Bassett · 
Berwick St. James · 
Berwick St. John · 
Berwick St. Leonard · 
Biddestone · 
Bishops Cannings · 
Bishopstone (Swindon) · 
Bishopstone (Wiltshire) · 
Bishopstrow · 
Blunsdon St Andrew · 
Bower Chalke · 
Box · 
Boyton · 
Bradford on Avon · 
Bratton · 
Braydon · 
Bremhill · 
Brinkworth · 
Britford · 
Brixton Deverill · 
Broad Chalke · 
Broad Hinton · 
Broad Town · 
Brokenborough · 
Bromham · 
Broughton Gifford · 
Bulford · 
Bulkington · 
Burbage · 
Burcombe Without · 
Buttermere · 
Calne Without · 
Calne · 
Castle Combe · 
Castle Eaton · 
Chapmanslade · 
Charlton · 
Charlton · 
Cherhill · 
Cheverell Magna · 
Cheverell Parva · 
Chicklade · 
Chilmark · 
Chilton Foliat · 
Chippenham Without · 
Chippenham · 
Chirton · 
Chiseldon · 
Chitterne · 
Cholderton · 
Christian Malford · 
Chute Forest · 
Chute · 
Clarendon Park · 
Clyffe Pypard · 
Codford · 
Colerne · 
Collingbourne Ducis · 
Collingbourne Kingston · 
Compton Bassett · 
Compton Chamberlayne · 
Coombe Bissett · 
Corsham · 
Corsley · 
Coulston · 
Covingham · 
Cricklade · 
Crudwell · 
Dauntsey · 
Devizes · 
Dilton Marsh · 
Dinton · 
Donhead St. Andrew · 
Donhead St. Mary · 
Downton · 
Durnford · 
Durrington · 
East Kennett · 
East Knoyle · 
Easterton · 
Easton Grey · 
Easton · 
Ebbesborne Wake · 
Edington · 
Enford · 
Erlestoke · 
Etchilhampton · 
Everleigh · 
Figheldean · 
Firsdown · 
Fittleton · 
Fonthill Bishop · 
Fonthill Gifford · 
Fovant · 
Froxfield · 
Fyfield · 
Grafton · 
Great Bedwyn · 
Great Hinton · 
Great Somerford · 
Great Wishford · 
Grimstead · 
Grittleton · 
Ham · 
Hankerton · 
Hannington · 
Haydon Wick · 
Heddington · 
Heytesbury · 
Heywood · 
Highworth · 
Hilmarton · 
Hilperton · 
Hindon · 
Holt · 
Horningsham · 
Huish · 
Hullavington · 
Idmiston · 
Inglesham · 
Keevil · 
Kilmington · 
Kingston Deverill · 
Kington Langley · 
Kington St. Michael · 
Knook · 
Lacock · 
Landford · 
Lands common to the parishes of Broughton Gifford and Melksham Without · 
Langley Burrell Without · 
Latton · 
Laverstock · 
Lea and Cleverton · 
Leigh · 
Liddington · 
Limpley Stoke · 
Little Bedwyn · 
Little Somerford · 
Longbridge Deverill · 
Luckington · 
Ludgershall · 
Lydiard Millicent · 
Lydiard Tregoze · 
Lyneham and Bradenstoke · 
Maiden Bradley with Yarnfield · 
Malmesbury · 
Manningford · 
Marden · 
Market Lavington · 
Marlborough · 
Marston Maisey · 
Marston · 
Melksham Without · 
Melksham · 
Mere · 
Mildenhall · 
Milston · 
Milton Lilbourne · 
Minety · 
Monkton Farleigh · 
Netheravon · 
Netherhampton · 
Nettleton · 
Newton Tony · 
North Bradley · 
North Newnton · 
North Wraxall · 
Norton Bavant · 
Norton · 
Oaksey · 
Odstock · 
Ogbourne St. Andrew · 
Ogbourne St. George · 
Orcheston · 
Patney · 
Pewsey · 
Pitton and Farley · 
Potterne · 
Poulshot · 
Preshute · 
Purton · 
Quidhampton · 
Ramsbury · 
Redlynch · 
Roundway · 
Rowde · 
Rushall · 
Savernake · 
Seagry · 
Sedgehill and Semley · 
Seend · 
Semington · 
Shalbourne · 
Sherrington · 
Sherston · 
Shrewton · 
Sopworth · 
South Marston · 
South Newton · 
South Wraxall · 
Southwick · 
St. Paul Malmesbury Without · 
Stanton Fitzwarren · 
Stanton Saint Bernard · 
Stanton St. Quintin · 
Stapleford · 
Staverton · 
Steeple Ashton · 
Steeple Langford · 
Stert · 
Stockton · 
Stourton with Gasper · 
Stratford Toney · 
Stratton St Margaret · 
Sutton Benger · 
Sutton Mandeville · 
Sutton Veny · 
Swallowcliffe · 
Teffont · 
Tidcombe and Fosbury · 
Tidworth · 
Tilshead · 
Tisbury · 
Tockenham · 
Tollard Royal · 
Trowbridge · 
Upavon · 
Upton Lovell · 
Upton Scudamore · 
Urchfont · 
Wanborough · 
Warminster · 
West Ashton · 
West Dean · 
West Knoyle · 
West Lavington · 
West Overton · 
West Tisbury · 
Westbury · 
Westwood · 
Whiteparish · 
Wilcot · 
Wilsford cum Lake · 
Wilsford · 
Wilton · 
Wingfield · 
Winsley · 
Winterbourne Bassett · 
Winterbourne Monkton · 
Winterbourne Stoke · 
Winterbourne · 
Winterslow · 
Woodborough · 
Woodford · 
Wootton Bassett · 
Wootton Rivers · 
Worton · 
Wroughton · 
Wylye · 
Yatton Keynell · 
Zeals